# 男乃宇刀神社
男乃宇刀神社（おのうとじんじゃ）は、大阪府和泉市仏並町にある神社。式内社で、旧社格は郷社。

## 祭神
主祭神
- 彦五瀬命（ひこいつせのみこと）
- 神日本磐余彦尊（かむやまといわれびこのすめらみこと）
- 五十瓊敷入彦命（いにしきいりひこのみこと）

## 歴史
「男乃宇刀」という名前の「男乃」は兄、「宇刀」は弟の意味であり、兄である彦五瀬命と弟である神日本磐余彦尊を祀っていることに由来する。社伝によると、彦五瀬命が長髄彦との戦いで傷を負ったところ、この地の豪族である横山彦がここに迎えたとされている。延喜式内社であり、元慶年間にこの地を収めていた由縁から五十瓊敷入彦命も併せて祀られるようになった。
二基の神輿が社殿の急な階段を下り地区を巡回する。

## 現地情報
所在地
- 大阪府和泉市仏並町1740

交通アクセス
- 南海泉北線和泉中央駅から和泉市路線維持バス（父鬼ルート）の「槇尾山口」または「父鬼」行きに乗車し、「神社前」で下車すぐ。
- 南海泉北線和泉中央駅から南海バス阪本線またははつが野線に乗車し、「納花」または「和泉青葉台」で下車。予約制乗り合い送迎サービス「チョイソコいずみ」に乗り継ぎ、「704 神社前」で下車すぐ[3]。